# Salines de Bonneville
Les salines de Bonneville és un saladar i salina natural del comtat de Tooele, al nord-oest d'Utah (Estats Units). La zona és un romanent del llac del Plistocè de Bonneville i és la més gran de les moltes salines situades a l'oest del Gran Llac Salat. Les salines tenen uns 19 km de llarg i 8 km d'amplada, amb una escorça de gairebé 1,5 m de gruix al centre de la salina i menys de 2,5 cm cap a les vores. Es creu que conté 147 milions de tones de sal, de les quals un 90% és sal de taula comuna o clorur de sodi. Estan situades en un terreny de propietat i de gestió pública. Les salines també són conegudes pels rècords de velocitat terrestre del " Bonneville Speedway ".

## Geografia
Les salines de Bonneville estan situades a la zona del desert del Gran Llac Salat al nord-oest d'Utah. Conté una escorça de sal que cobria uns 104 km² a la tardor de 1976. El desert del Gran Llac Salat es troba a la secció de l'àrea fisiogràfica de la conca i les muntanyes (Basin and Range). La zona es caracteritza per una sèrie de cadenes muntanyoses paral·leles de tendència nord que estan separades per conques desèrtiques. A la part occidental del desert del Gran Llac Salat, les cadenes muntanyoses s'eleven abruptament des de la superfície plana circumdant de la conca. A l'estiu, des d'una distància de quilòmetres, les muntanyes semblen ser illes envoltades d'aigua. La visió s'assembla a un miratge.
La superfície de l'escorça de sal de Bonneville (al nord de la carretera interestatal 80) tenia 0,4 m de gruix el 1976. L'altitud mitjana a la superfície de l'escorça 1.280 m, i és la zona més baixa de l'oest del Gran Desert de Salt Lake. La superfície de la platja de Bonneville en general els vessants cap amunt en totes direccions des de la vora de l'escorça de sal, i assoleix una altitud màxima d'uns 1.285 m al llarg de la seva vora oest. A l'est de l'escorça de sal de Bonneville i al nord de la carretera interestatal 80, la superfície de la platja s'inclina cap amunt en una distància d'unes 16 km i després baixa gradualment cap a l'est.

## Geologia
El desert del Gran Llac Salat i la regió de Basin and Range es caracteritzen per la presència de serralades i conques. Aquest patró és el resultat d'una intensa falla de blocs que es va iniciar durant el Miocè i continua en alguns llocs actuals. Les serralades estan envoltades de falles de blocs amb desplaçaments significatius. Les conques estan plenes de sediments erosionats de les muntanyes properes i materials evaporítics. Una part dels sediments del desert del Gran Llac Salat es va dipositar en l'antiga conca del llac Bonneville i en conques de llacs anteriors. A les muntanyes de la part occidental del desert, les roques predominants són calcàries, dolomites, esquistos i quarsites del paleozoic. Les roques paleozoiques es troben a gran profunditat a causa de les fallades de blocs i l'acumulació de sediments a la conca.

## Història
El geòleg Grove Karl Gilbert va donar el nom de la zona a Benjamin Bonneville, un oficial de l'exèrcit nord-americà que va explorar a l'oest entre les muntanyes a la dècada de 1830.
El 1907 Bill Rishel i dos empresaris locals van provar la idoneïtat de la sal per conduir-hi, provant la superfície amb un automòbil i el primer rècord de velocitat terrestre es va establir allà l'any 1914 per Teddy Tetzlaff.

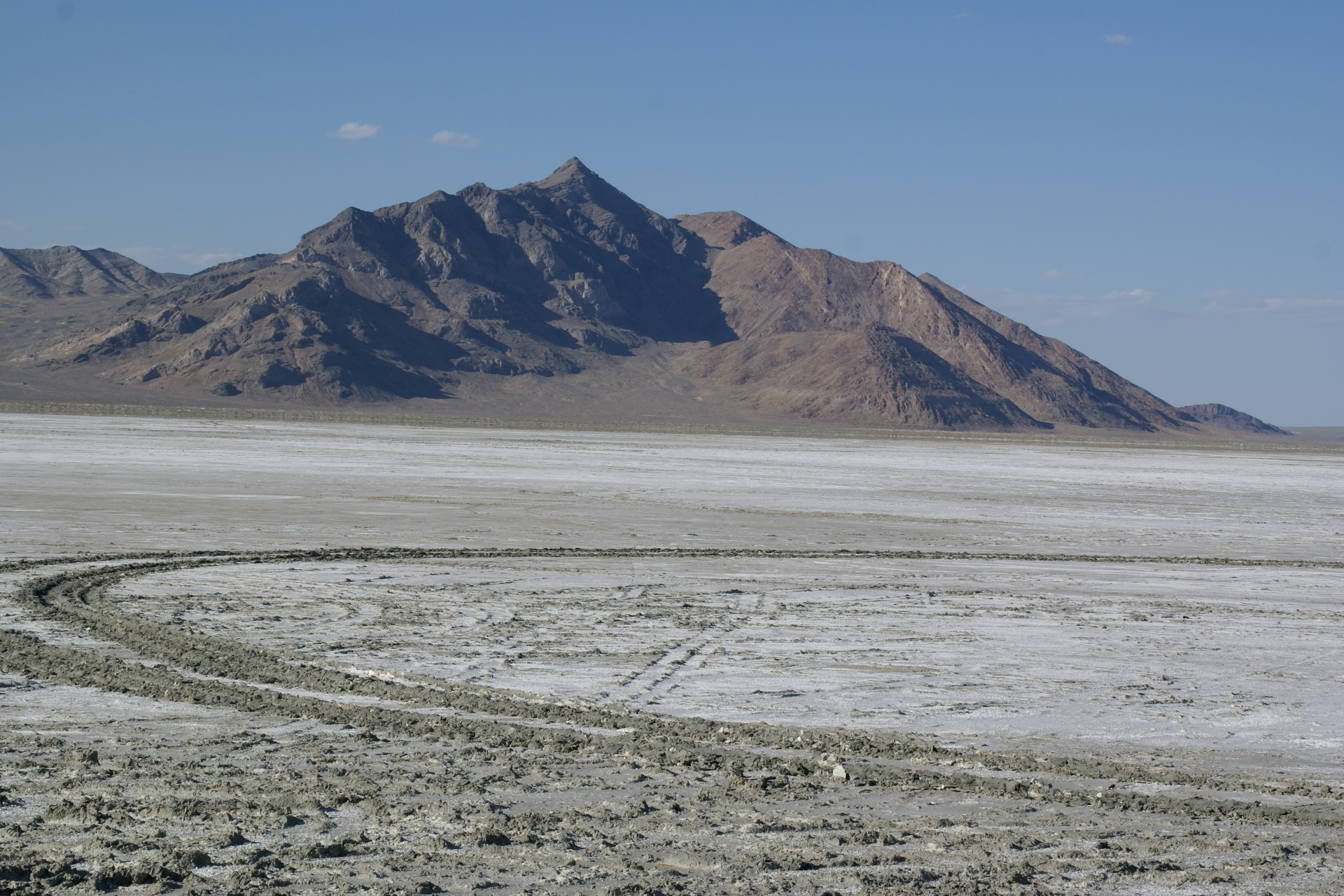
Salines de Bonneville (Bonneville Salt Flats) a prop de Wendover a Utah, EUA

El 1910 es va completar una línia de ferrocarril a través de les salines de Bonneville, marcant el primer pas permanent.

## Preocupació ambiental
El gruix de l'escorça de sal és crític i alhora important per les carreres que es realitzen a les salines. El Bureau of Land Management (BLM) ha dut a terme múltiples estudis sobre el tema; mentre que un estudi de 2007 va determinar que hi va haver pocs canvis en el gruix de l'escorça de sal entre els anys 1988 i 2003. Mentre, hi ha altres estudis més recents que han demostrat una reducció del gruix, especialment a la zona nord-oest on es produeixen carreres. L'àrea global de les salines s'ha reduït significativament durant les últimes dècades. La causa o les causes d'això encara no són prou clares, es creu que l'extracció de potassa per evaporació adjacent n'és el factor principal.
La col·laboració entre les organitzacions de curses, la mina de potassa i el BLM va donar lloc a un programa pilot iniciat el 1998 per abocar l'excés de salmorra a les salines durant l'hivern. S'espera que els plans per augmentar el volum de salmorra retornada a les salines aturaran la pèrdua de gruix de l'escorça o, possiblement, la restauraran en llocs on s'ha tornat massa prima per mantenir l'ús humà.